# Houssen Abderrahmane
Houssen Abderrahmane (Creil, 3 febbraio 1995) è un calciatore francese naturalizzato mauritano, difensore del Cannes e della nazionale mauritana.

## Carriera

### Club
Dopo varie stagioni trascorse tra la quarta e la quinta divisione francese, nella stagione 2020-2021 ha giocato una partita nella seconda divisione belga con l'RWDM47.

### Nazionale
Il 6 ottobre 2016 ha esordito con la nazionale mauritana giocando l'amichevole persa 4-0 contro il Canada; è stato convocato per la Coppa d'Africa 2021.

## Statistiche

### Cronologia presenze e reti in nazionale
| Cronologia completa delle presenze e delle reti in nazionale ― Mauritania | Cronologia completa delle presenze e delle reti in nazionale ― Mauritania | Cronologia completa delle presenze e delle reti in nazionale ― Mauritania | Cronologia completa delle presenze e delle reti in nazionale ― Mauritania | Cronologia completa delle presenze e delle reti in nazionale ― Mauritania | Cronologia completa delle presenze e delle reti in nazionale ― Mauritania | Cronologia completa delle presenze e delle reti in nazionale ― Mauritania | Cronologia completa delle presenze e delle reti in nazionale ― Mauritania |
| Data                                                                      | Città                                                                     | In casa                                                                   | Risultato                                                                 | Ospiti                                                                    | Competizione                                                              | Reti                                                                      | Note                                                                      |
| ------------------------------------------------------------------------- | ------------------------------------------------------------------------- | ------------------------------------------------------------------------- | ------------------------------------------------------------------------- | ------------------------------------------------------------------------- | ------------------------------------------------------------------------- | ------------------------------------------------------------------------- | ------------------------------------------------------------------------- |
| 6-10-2016                                                                 | Marrakech                                                                 | Canada                                                                    | 4 – 0                                                                     | Mauritania                                                                | Amichevole                                                                | -                                                                         | 46’                                                                       |
| 6-9-2019                                                                  | Radès                                                                     | Tunisia                                                                   | 1 – 0                                                                     | Mauritania                                                                | Amichevole                                                                | -                                                                         | 68’                                                                       |
| 15-10-2019                                                                | Nouakchott                                                                | Mauritania                                                                | 0 – 0                                                                     | Libia                                                                     | Amichevole                                                                | -                                                                         |                                                                           |
| 15-11-2019                                                                | Rabat                                                                     | Marocco                                                                   | 0 – 0                                                                     | Mauritania                                                                | Qual. Coppa d'Africa 2021                                                 | -                                                                         | 76’                                                                       |
| 19-11-2019                                                                | Nouakchott                                                                | Mauritania                                                                | 2 – 0                                                                     | Rep. Centrafricana                                                        | Qual. Coppa d'Africa 2021                                                 | -                                                                         |                                                                           |
| 9-10-2020                                                                 | Nouakchott                                                                | Mauritania                                                                | 2 – 1                                                                     | Sierra Leone                                                              | Amichevole                                                                | -                                                                         | 85’                                                                       |
| 11-11-2020                                                                | Nouakchott                                                                | Mauritania                                                                | 1 – 1                                                                     | Burundi                                                                   | Qual. Coppa d'Africa 2021                                                 | -                                                                         | 75’                                                                       |
| 15-11-2020                                                                | Bujumbura                                                                 | Burundi                                                                   | 3 – 1                                                                     | Mauritania                                                                | Qual. Coppa d'Africa 2021                                                 | -                                                                         | 80’                                                                       |
| 30-3-2021                                                                 | Bangui                                                                    | Rep. Centrafricana                                                        | 0 – 1                                                                     | Mauritania                                                                | Qual. Coppa d'Africa 2021                                                 | -                                                                         | 76’                                                                       |
| 3-6-2021                                                                  | Blida                                                                     | Algeria                                                                   | 4 – 1                                                                     | Mauritania                                                                | Amichevole                                                                | -                                                                         |                                                                           |
| 11-6-2021                                                                 | Tunisi                                                                    | Mauritania                                                                | 1 – 0                                                                     | Liberia                                                                   | Amichevole                                                                | -                                                                         |                                                                           |
| 22-6-2021                                                                 | Doha                                                                      | Mauritania                                                                | 2 – 0                                                                     | Yemen                                                                     | Coppa araba FIFA 2021 - Turno preliminare                                 | -                                                                         |                                                                           |
| 19-11-2024                                                                | Nouakchott                                                                | Mauritania                                                                | 1 – 0                                                                     | Capo Verde                                                                | Qual. Coppa d'Africa 2025                                                 | -                                                                         | 90+2’                                                                     |
| Totale                                                                    |                                                                           | Presenze                                                                  | 13                                                                        |                                                                           | Reti                                                                      | 0                                                                         |                                                                           |